# Pengkol (Karanggede)
Pengkol is een bestuurslaag in het regentschap Boyolali van de provincie Midden-Java, Indonesië. Pengkol telt 2790 inwoners (volkstelling 2010).